# Loggio
Loggio ist eine Fraktion der italienischen Gemeinde Valsolda in der Provinz Como, Lombardei.

## Geographie
Loggio liegt am nordöstlichen Arm des Luganer Sees in den Luganer Voralpen auf 411 m s.l.m. zwischen Lugano und Porlezza nur wenige Kilometer von der Grenze zwischen Italien und der Schweiz entfernt. Es gibt viele Ferienhäuser, der Tourismus ist das Hauptgeschäft. Loggio ist von Porlezza her mit dem Auto über eine Hauptstraße erreichbar.
Seine grenzende Fraktionen an den Berghängen sind: Dasio, Drano, Puria und Castello.

## Geschichte
Loggio gehörte lange Zeit den sogenannten Dodici Terre (deutsch etwa Zwölf Länder oder Zwölf Ortschaften) an, bestehend aus Albogasio, Casarico, Castello, Cima, Cressogno, Dasio, Drano, Oria, Puria, und Bisnago, die die Dorfgemeinschaft Valsolda bildeten. Letztere unterstand seit 1240 dem Erzbischof von Mailand, der sie zusammen mit der Pieve von Porlezza von Kaiser Friedrich II. erhalten hatte. Noch im Laufe des 13. Jahrhunderts errang die Dorfgemeinschaft eine gewisse Unabhängigkeit vom Erzbischof, was sich in der Niederschrift von eigenen Statuten niederschlug, die Ende des 14. Jahrhunderts vom Reichsvikar Gian Galeazzo Visconti reformiert wurden.
Ab dem 16. Jahrhundert bildete Loggio mit Drano eine einzige Gemeinde. Ab der Mitte des 18. Jahrhunderts ist Letztere nicht mehr dokumentiert und die beiden Orte tauchen nur mehr unter der Gemeinde Valsolda auf.
1786 gehörte Loggio fünf Jahre lang zur Provinz Como und wechselte dann bis 1798 mehrmals den Verwaltungsbezug. Im Jahr 1799 zählte sie 99 Seelen und wurde im Jahr 1801 endgültig der Provinz Como eingegliedert.

## Sehenswürdigkeiten
Auf halbem Weg zwischen Loggio und Drano liegt die Pfarrkirche San Bartolomeo in Loggio, ein Beispiel für barocke Kunst mit Stuckarbeiten und Fresken. Die Kirche, die 1647 zur Pfarrkirche erhoben wurde, wurde 1362 in einer beherrschenden Position mit Blick auf das Solda-Tal erbaut. Die Kirche erfuhr zahlreiche Renovierungen, die 1736 mit dem Bau einer neuen Sakristei und dem Umbau des Glockenturms endeten, der in der Höhe vergrößert und mit einer Spitze versehen wurde, die von einer mit reinem Turiner Gold überzogenen Kugel gekrönt wird. Im Inneren ist die Gegenfassade der Kirche mit einer Freskendecke verziert, die mit Blattgold verziert ist.
Im Inneren beherbergt die Gegenfassade ein Fresko mit dem Triumph des Allerheiligsten (1690), das von Giovan Battista Pozzi nach dem Vorbild eines Wandteppichs gemalt wurde, den Peter Paul Rubens zum selben Thema in Turin am Hof der Heröge von Savoyen angefertigt hatte.
Der erste Altar auf der linken Seite beherbergt ein Grabtuch, das von den Einheimischen „das Heilige Grabtuch“ genannt wird. Die zweite Kapelle auf der rechten Seite, die ein Begräbnisthema aufgreift, ist mit zwölf rechteckigen schwarzen Tüchern verziert, die mit Silber und anderen Farben bemalt sind und auf denen ebenso viele Skelette in weltlicher Kleidung abgebildet sind. Diese Kapelle bezieht sich auf das Beinhaus am Eingang des Kirchhofs, das einst reich mit Fresken bemalt war, heute aber in einem sehr schlechten Zustand ist.
Neben dem Friedhof von Loggio befindet sich die kleine Kirche San Carlo aus dem Jahr 1615 und wurde nach der Heiligsprechung des Karls Borromäus errichtet.

## Persönlichkeiten
- Giuseppe Visetti (* um 1700 in Loggio; † nach 1735 ebenda), Baumeister in Turin zusammen mit Pietro Filippo Somazzo aus Canobbio[6]

- Familie Mossino
  - Bartolomeo Mossino  (* 1700 in Loggio; † nach 1734 ebenda ?), Baumeister in Turin[7]
  - Giuseppe Antonio Mossino (* um 1705 in Loggio; † nach 1743 ebenda ?), Baumeister in Turin und Vinovo[8]
  - Michele Mossino (* um 1708 in Loggio; † nach 1746 ebenda ?), Baumeister in Turin[9]

- Familie Pagano
  - Giovanni Galleazzo Pagano (* um 1690 in Loggio; † nach 1736 ebenda ?), Bauunternehmer. Im Jahr 1736 unterzeichnete er in Zusammenarbeit mit Gio Antonio Pezzi di Drano einen Vertrag über verschiedene Reparaturarbeiten im Schloss von Moncalieri[10]
  - Giuseppe Pagano (* um 1700 in Castello; † nach 1740 ebenda ?), Baumeister in Turin[11]
  - Galleazzo Pagano (* um 1710 in Castello; † nach 1740 ebenda ?), Bauunternehmer in Turin zusammen mit Domenico Ermoglio aus Varese[12]